# Santiago de Figueiró

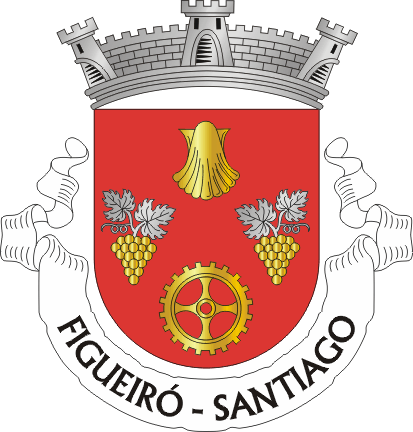

Santiago de Figueiró est une freguesia dans la municipalité d'Amarante au Portugal.
Cette freguesia est jumelée avec La Rochelle.

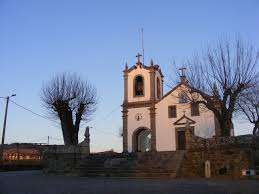
Église São Tiago de Figueiró
